# 謝諾
讓·謝諾（法語：Jean Chesneaux，1922年10月2日—2007年7月23日），是法國歷史學家、汉学家、社會運動家。同紀業馬將軍齊名，是法國漢學界近現代中國史研究的開創者，以研究中國工人运动和東南亞史聞名於學術界。

## 生平
1922年10月2日，謝諾出生於法國巴黎的一個中產階級家庭，父親為土木建築工程師。其先後入讀巴黎蒙田中學、巴黎路易大帝中學、巴黎大學（即索邦大學）文學院。1941年7月，取得歷史與地理學學士學位，翌年7月又取得歷史學高等研究文憑（diplôme d'études supérieures d'histoire）。由於正值第二次世界大戰期間，因此他當時曾經加入法蘭西抵抗運動的組織來對抗侵略者。1942年11月和1943年5月，兩度為德國警察所逮捕，直到1944年8月才為聯軍解救出獄。

1945年7月，謝諾以全國第三名的成績通過歷史教師資格會考。1945年10月至1946年10月間，其擔任日內瓦國際大學互助組織（Entraide Universitaire Internationale）的秘書。1946年11月至1948年8月間，他受該組織的委派，前往巴勒斯坦、黎巴嫩、敘利亞、伊拉克、伊朗、阿富汗、印度、斯里蘭卡、新加坡、馬來西亞、印度支那、泰國等亞洲諸國考察，以瞭解當地高等教育和學生的情況。於此期間，亦在1948年1月首次抵達中國，並先後造訪上海、南京、天津、北平、張家口，直至1948年6月才啟程回國。這次的考察活動，令他留下了對馬克思主義者和中國共產黨的深刻印象。1948年8月回國後，即加入法國共產黨，並放棄有關中世紀康士坦斯大公會議的博士論文的撰寫計畫，且改進入巴黎的東方語言學校（即法國國立東方語言文化學院）中文系，以學習中文和中國歷史。1951年，於結束中文系的學業後，曾一度入職巴黎克洛德·貝爾納中學。1953年10月，調任法國國家科學研究中心助理研究員，並擔任巴黎大學文學院預科班的「1840-1914年的遠東」講座教員。同時間，在巴黎大學的勒努萬和拉布魯斯兩位教授的指導下，開始撰寫題為「1919-1927年中國工人運動」的博士論文。

1955年，謝諾的《越南史》出版。該書成為當時西方學術界中研究越南歷史的重要作品。同一年，年僅33歲的他獲得布勞岱爾賞識，而被選為法國高等研究實驗學院第六系（即社會科學高等學院）的教授。自1956年起，亦在巴黎政治學院任教。1962年，發表國家級博士論文《中國工人運動（1919-1927年）》。該論文得到法國之中國現代史家巴斯蒂（Marianne Bastid-Bruguière）的好評，她稱「這篇論文，是一位西方史學家在立足中國檔案和史料並參考外國文獻的同時，完成的第一部有關20世紀中國社會發展的學術著作。」

1966年和1967年時，謝諾曾經兩度於羅素法庭同凱恩（Marcel-Francis Kahn）、維吉耶（Jean-Pierre Vigier）、洛朗·施瓦茨等法國教授開庭，以指控美國在越南所犯下的戰爭罪行。1968年，巴黎發生五月風暴。這場大規模的政治、社會、文化運動影響了當時法國高等教育的組織結構。其中巴黎大學一分為十三所新的巴黎大學，而他也因此成為巴黎第七大學的創建學者之一。1969年至1977年之間，其出版與人合編的四卷本《中國現代史》教科書。是書頗受當時法國大學生的好評，並被翻譯成英文版，成為美國學生學習中國現代史的重要教材。

做為法國知識分子，因謝諾日益對法國的教育制度和管理體制感到不滿，遂於1975年前後，逐步放棄東南亞歷史教學和研究的工作，並在1978年夏天決定提前退休，且離開學術界，以將其重心放在關心法國社會和世界環境的議題上。1997年至2004年間，他出任法國綠色和平組織理事會會長、名譽會長。自2004年起，擔任《環保與政治》（Écologie & Politique）和《文學半月談》（La Quinzaine littéraire）的雜誌編輯委員會委員和學術顧問。

2007年7月23日，因胰腺癌病逝於巴黎家中，享壽85歲。

## 門生
謝諾的門生，著名者有高達樂、畢仰高、白吉爾、阿蘭·魯林、巴斯蒂（Marianne Bastid-Bruguière） 。

## 著作
- Contribution à l'histoire de la nation vietnamienne, Paris: Éditions sociales, 1955.
  - 〔日文譯本〕斎藤玄、立花誠逸共譯，東京：理論社，1970年1月。
- Sun Yat-sen, Paris: Le club français du livre, 1959.
- Le mouvement ouvrier chinois de 1919 à 1927, Paris: Mouton, 1962.
- Les syndicats chinois, 1919-1927, répertoire, textes, presse, Paris, La Haye: Mouton, 1965.
- Le Vietnam: études de politique et d'histoire, Paris: F. Maspero, 1968.
  - 〔日文譯本〕藤田和子譯，東京：青木書店，1969年。
- Une lecture politique de Jules Verne, Paris: F. Maspero, 1971.
- Le mouvement paysan chinois, 1840-1949, Paris: Seuil, 1976.
- Le PCF, un art de vivre, Paris: Les Lettres nouvelles, Maurice Nadeau, 1980.
- Modernité-monde: Brave modern world, Paris: La Découverte, 1989.
- Tahiti après la bombe: quel avenir pour la Polynésie?, Paris: L'Harmattan, 1995.

### 期刊論文
- 夏旭東、楊保筠，〈法國當代的中國學研究〉，《國外社會科學》，1990年第11期（北京市，1990年11月），頁49-54。
- 張振鵾、劉存寬，〈法國研究中國近現代史近況〉，《近代史研究》，1981年第2期（北京市，1981年6月），頁249-290。
- 黃慶華，〈「老馬識途」——紀念法國中國近現代史研究先驅謝諾〉，《博覽群書》，2008年第4期（北京市，2008年4月），頁97-103。

### 學位論文
- 阮潔卿，〈法國「中國中心」與當代中國研究（1958-）〉，上海市：華東師範大學歷史學系博士學位論文，2013年4月。